# Früchtebrot

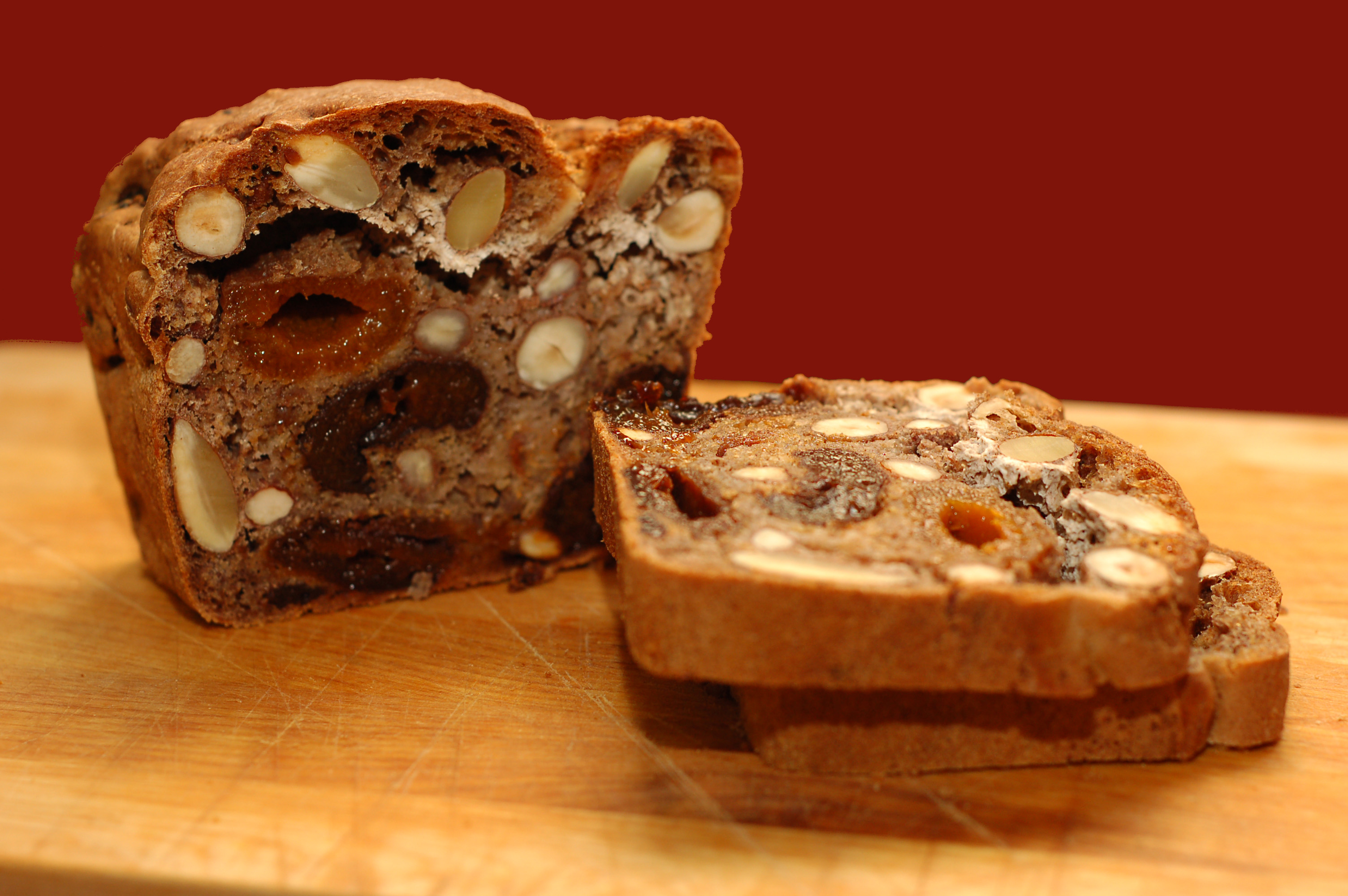
Früchtebrot mit Aprikosen, Datteln, Feigen und Nüssen

Früchtebrot (auch Berewecke, Birnenbrot, Hutzenbrot, Hutzelbrot, Kletzenbrot, Klötzenbrot, Schnitzbrot oder Zelten) ist ein süßes, dunkles Brot mit eingebackenem Dörrobst.
Es wird meist zu kleinen länglichen Laiben geformt. Das Brot hat einen saftigen, festen Teig und im Anschnitt sichtbare Frucht- und Nussstücke. Häufig ist es mit weißen Mandeln und Belegkirschen verziert. Es ist sehr lange haltbar und hat einen hohen Nährstoffgehalt. Üblicherweise wird es nur mit Butter bestrichen oder ganz ohne Aufstrich oder Belag konsumiert. Man kann das Früchtebrot als Vorläufer der Müsli- und Energieriegel betrachten, es wurde in der härtesten Winterzeit für Reisende, Waldarbeiter, Landarbeiter, Jäger, Bergsteiger usw. als Proviant mitgenommen.

## Entstehung

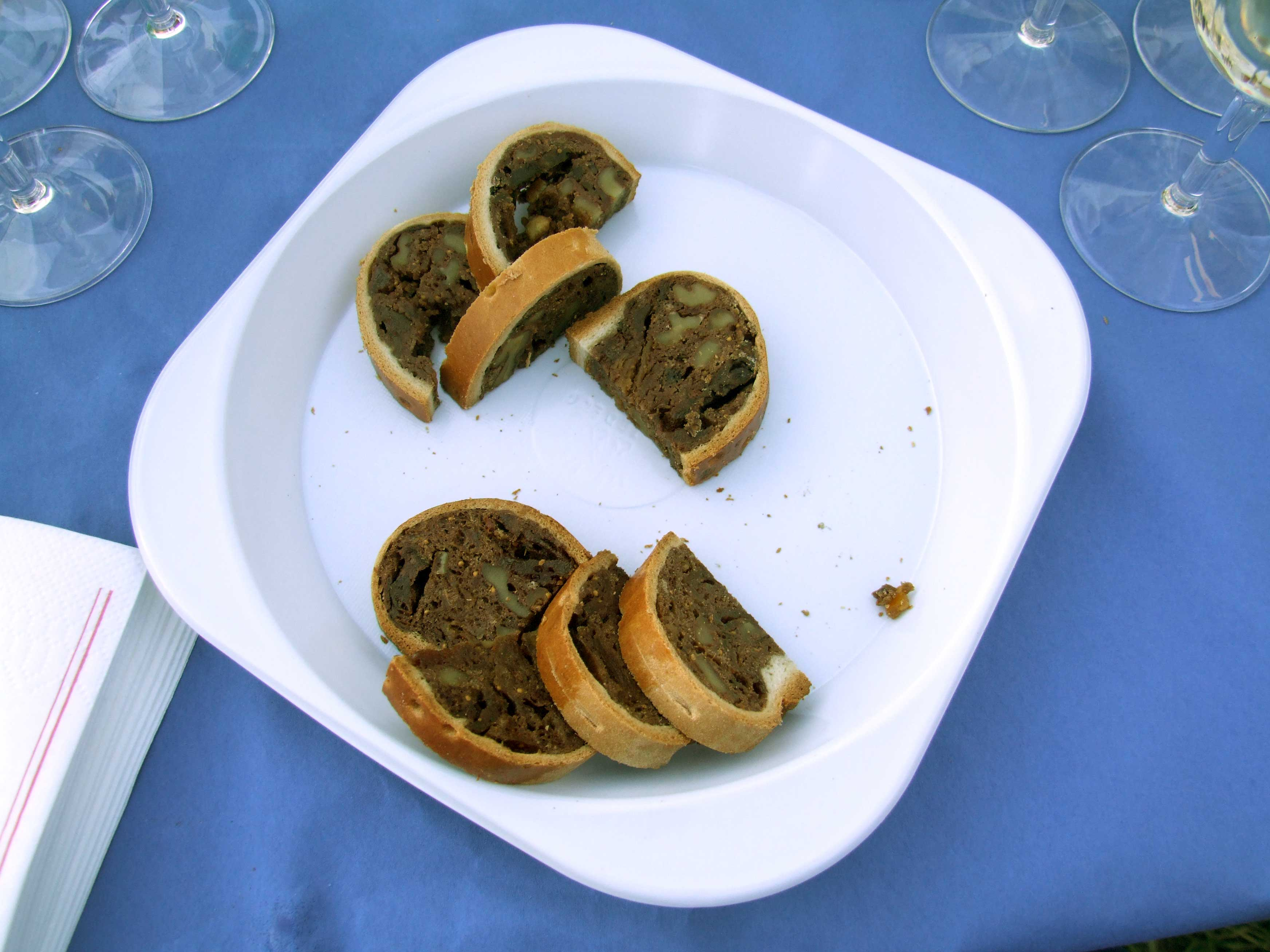
Birnenbrot

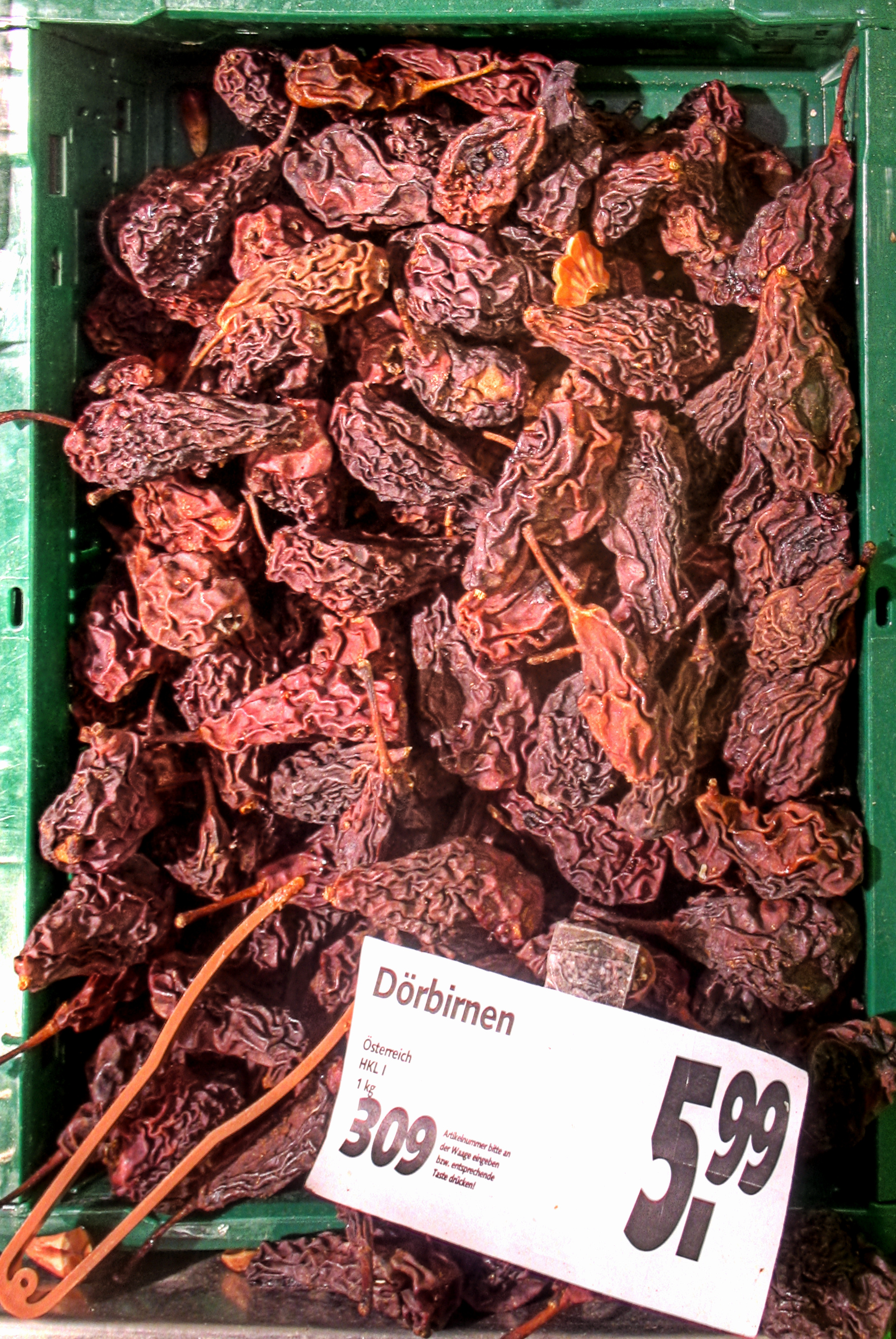
Namensgebender Bestandteil: Kletzen

Im süddeutschen Raum, in Österreich sowie in Südtirol und im Trentino wurde vor allem zur Adventszeit das Brot mit getrockneten Birnen verfeinert. Je nach Dialekt hießen diese Birnenschnitze Hutzeln, Hutzen (alemannisch) oder Kletzen (bairisch-österreichisch) und damit das Brot auch Hutzenbrot oder Kletzenbrot. Durch wachsenden Wohlstand oder den Import von Südfrüchten gelangten im Laufe der Zeit weitere getrocknete Früchte wie Pflaumen, Rosinen, Aprikosen, Datteln, Feigen, Orangeat, Zitronat auf die Zutatenliste. Anfangs wurde Früchtebrot ohne Honig, Rohrzucker oder Rübenzucker hergestellt, die Süße stammte allein aus den Dörrbirnen.
Eher selten ist die Variante eines in Hefeteig eingeschlagenen Früchtebrots. Der Hefeteig nimmt dem Brot das rustikale Aussehen, verhindert aber das Verbrennen der außenliegenden Früchte.
Im oberen Allgäu, das wegen seiner kargen Böden recht arm war, wurde „Birnebrot“ am Heiligen Abend nach der Rückkehr von der Christmette gegessen. Dazu gab es ein Gläschen „Obstler“ – ein hochprozentiger, aromatischer Schnaps aus Äpfeln und Birnen.
Die Kinder armer Leute sangen Advents- und Weihnachtslieder vor den Häusern begüterter Bauern und erhielten zum Dank die „Singâte“ (Betonung auf i, vgl. singen), wie das Birnebrot deshalb genannt wurde. Heute kennt kaum noch jemand diesen Ausdruck.
In Bozen ist seit dem Mittelalter der Bozner Zelten bekannt, der in der Adventszeit gebacken wird.

## Brauchtum
Begonnen wurde mit dem Backen des Früchtebrots in den Tagen um den Andreastag am 30. November. In der Andreasnacht begannen die „Klöpfelnächte“, ein Fruchtbarkeitsbrauch, bei dem maskierte junge Männer mit Gedichten um Gaben, darunter auch Früchtebrot, bettelten.
Es gehörte mit anderen Herbstgaben teilweise zu den Festtagsspeisen am Nikolaustag.
Am Heiligen Abend oder am Stephanitag wurde das Früchtebrot vom Hausvater angeschnitten und verteilt. Die Kinder, Knechte und Mägde bekamen einen Anteil. Um Glück in den Stall zu bringen, erhielten die Tiere Früchtebrot als „Maulgabe“.
Ein alter Verlobungsbrauch ist das Anschneiden des Früchtebrotes. Die Endstücke des Früchtebrotes wurden von den Frauen im heiratsfähigen Alter an ihre Liebhaber verschenkt, um mittels glatter Schnittkanten ihre Zuneigung zu signalisieren oder mittels rauer Schnittkanten die Beziehung zu beenden.

## In der Literatur
Eduard Mörike (1804–1875) widmete den Hutzeln das Märchen Das Stuttgarter Hutzelmännlein:

„Gott grüß’ dich, Seppe! Kennst mich nit? Ich bin der Pechschwitzer, das Hutzelmännlein, der Tröster. [...] Auch hast du hier noch obendrein etwas zum Naschen, ein Laiblein Hutzelbrod.“

Thomas Mann verweist in seinem Roman Der Zauberberg auf das Birnenbrot als Spezialität des „Kurhaus“ genannten Gasthauses von Monstein bei Davos. Im vorletzten Teil, Überschrift „Die große Gereiztheit“, des siebten Kapitels schreibt er:
„Die Ausflügler bestellten einen Imbiß bei der dienstwilligen Wirtin: Kaffee, Honig, Weißbrot und Birnenbrot, die Spezialität des Ortes.“
Vielen Kindern ist Früchtebrot bekannt aus dem beliebten Kinderbuch Die kleine Raupe Nimmersatt.